# Bau Corona
La Bau Corona è una struttura geologica della superficie di Venere.